# 娄塘镇
娄塘镇，是上海市嘉定区已撤销的一个镇。位于嘉定区北部。镇境东邻华亭镇和徐行镇，南邻菊园新区管委会辖区、西邻外冈镇，北接江苏省太仓市。面积50.62平方公里（2003年）。户籍人口38,237人（2002年）。
。镇人民政府驻嘉唐公路1125号。

## 名称由来
娄塘镇以有娄塘河故名。也因靠近浏河，故亦称浏塘（亦作刘塘）。别名娄溪，又因昔娄塘河岸多植桃树，雅名桃溪。

## 历史概貌
明永乐年间，里人王璇父子创市，称娄塘桥市，以布市称盛。集镇19条大小街巷依河而筑，素有“娄塘街条条歪，七曲八弯十八个天井堂”之说。民国二十一年（1932年）3月3日，日军占领娄塘，小东街市全被日机炸毁，小东街70余家居民十毁其九。5月，日军撤退。居民陆续回归，苦无栖身之所。8月，由新加坡、吧生和柔佛3埠华侨组织的筹赈祖国难民会捐巨款重建。居民始复得其所。并立“娄塘纪念坊”，以志国耻。娄塘纪念坊位于小东街东首，高6.10米，宽8.5米。民国后娄塘经济作物以“娄塘大蒜”闻名。

## 建置沿革
清宣统元年(1909年)建娄塘乡，民国三年(1914年)称第十八乡，民国十七年(1928年)称疁北乡，民国十九年(1930年)改称娄塘镇，民国二十七年(1938年)复称第十八乡，民国三十五(1946年)年再为娄塘镇。
1949年10月建立娄塘区，1950年6月，外冈区的新塘乡与徐行区的双吉、塘南两乡划归娄塘区。1954年8月，徐行区的新民、新潭、永胜3个乡划归娄塘区。1956年撤娄塘区建娄塘乡，1958年9月，成立娄塘人民公社。1983年政社分设，改为娄塘乡，1986年6月撤乡建镇，以镇管村。
2000年9月1日，撤销水产村，并入娄南村；撤销新浏村，并入陆渡村。2001年，撤销大井堂和东小桥居委会，建立娄塘镇居委会。撤销娄北村，并入娄塘村；撤销庵桥村，并入草庵村；撤销李楼村和先塘村，建立娄东村。同年7月27日，朱家桥镇并入。面积达到64.89平方公里。总人口达到40,402人。
2002年12月12日，娄塘镇部分地区划归嘉定工业区，将娄塘镇原沥江、虹桥、顾泾、娄西、三里、娄北6个整建制村和10个村民小组(娄南村3、4、8村民小组，潘家村5、6村民小组，朱桥村6、7、8、10、11村民小组)划归嘉定工业区管辖。划归区域面积14.27平方公里。划归总人口8,548人。
2003年6月17日，上海市人民政府批复同意嘉定区撤销娄塘镇并将娄塘镇的行政区域范围划入徐行镇的请示。同时嘉定区人民政府决定委托嘉定工业区管理委员会对原娄塘镇行政区域行使管理职能。

## 行政区划
娄塘镇撤销时下辖2个居委会及15个村委会：娄塘社区居委会、汇珠社区居委会、娄塘村村委会、泾河村村委会、赵厅村村委会、娄东村村委会、草庵村村委会、陆渡村村委会、灯塔村村委会、雨化村村委会、旺泾村村委会、朱家桥村村委会、黎明村村委会、白墙村村委会、竹桥村村委会、娄南村村委会（2007年撤销）、人民村村委会（2009年撤销，并入白墙村村委会）。